# 월리 피스터
월터 C. "월리" 피스터(영어: Walter C. "Wally" Pfister, 1961년 7월 8일 ~ )는 미국의 영화 촬영 기사이다. 시카고 태생으로, 크리스토퍼 놀런 감독의 초중기 작품들을 전담했다. 《메멘토》(2000), 《다크 나이트》(2008), 《인셉션》(2010) 등이 그것이며 이중 《인셉션》이 그에게 아카데미 촬영상을 안겨 주었다. 놀런 감독 작품 외에는 F. 게리 그레이 감독의 《이탈리안 잡》(2003)과 베넷 밀러 감독의 《머니볼》(2011)이 있다. 《트랜센던스》(2014)로 감독 데뷔했으나 평가는 그리 좋지 못했다.

## 연출 작품 목록

### 촬영 담당 영화
| 연도 | 제목               | 원제                  | 감독              | 비고                 |
| ---- | ------------------ | --------------------- | ----------------- | -------------------- |
| 1995 | 쇼킹 묵시록        | The Granny            | 루카 베르코비치   |                      |
| 1998 | 꽃이 피는 랩소디   | Rhapsody In Bloom     | 크레이그 사베드라 |                      |
| 2000 | 메멘토             | Memento               | 크리스토퍼 놀런   |                      |
| 2002 | 인썸니아           | Insomnia              | 크리스토퍼 놀런   |                      |
| 2002 | 로럴 캐니언        | Laurel Canyon         | 리사 촐로덴코     |                      |
| 2003 | 이탈리안 잡        | The Italian Job       | F. 게리 그레이    |                      |
| 2005 | 슬로우 번          | Slow Burn             | 웨인 비치         |                      |
| 2005 | 배트맨 비긴즈      | Batman Begins         | 크리스토퍼 놀런   | 아카데미 촬영상 후보 |
| 2006 | 프레스티지         | The Prestige          | 크리스토퍼 놀런   | 아카데미 촬영상 후보 |
| 2008 | 다크 나이트        | The Dark Knight       | 크리스토퍼 놀런   | 아카데미 촬영상 후보 |
| 2010 | 인셉션             | Inception             | 크리스토퍼 놀런   | 아카데미 촬영상 수상 |
| 2011 | 머니볼             | Moneyball             | 베넷 밀러         |                      |
| 2012 | 다크 나이트 라이즈 | The Dark Knight Rises | 크리스토퍼 놀런   |                      |
| 2012 | 말리               | Marley                | 케빈 맥도널드     |                      |

### 연출 영화
- 트랜센던스(2014)